# City of Westminster College
City of Westminster College é uma faculdade de ensino situado no bairro de Westminster, Londres. O Colégio é composto por cinco centros localizados em Paddington, Maida Vale e Queen's Park. Também inclui o Teatro do cockpit, um estúdio de cinema totalmente operacional utilizado para a formação e performances, e uma variedade de centros de divulgação.
O City of Westminster College oferece cerca de 250 cursos a tempo integral e parcial, para cerca de 7.000 alunos por ano. Pouco mais de um quinto dos estudantes são provenientes do bairro local, com o restante sendo oriundos de Londres e do sudeste. Mais de 40% dos alunos utilizam o inglês como segunda língua e há mais de 50 línguas faladas nos campi universitários.
O colégio é parceiro associado da Middlesex University e da University of Westminster. Também faz parte da Westminster Skillset Media Academy com a Universidade de Westminster, oferecendo formação em áreas como a engenharia de som e de mídia digital.